# Los esclavos felices
 Los esclavos felices  es una película argentina dirigida por Gabriel Arbós y estrenada el 21 de octubre de 2004. 
Tuvo como actores principales a Jorge Marrale, José Luis Alfonzo, María Fiorentino y Laura Agorreca. El guion fue escrito por el propio Arobós en colaboración con Alfredo Silletta y con diálogos de Mercedes García. 

## Sinopsis
Laura, una estudiante de 21 años  deja sus estudios, familia y amigos para transformarse en una activa militante de una secta seudo-religiosa llamada Los Hijos del Cielo. Su familia trata de rescatarla mediante un "desprogramador", una persona que se especializa en recuperar a gente que ha sido absorbida por sectas.

## Producción
La película se rodó en Tandil y Pilar. El director dijo que le interesó hacer una película sobre la impunidad de aquellos que, en nombre de Dios, terminan haciendo esclava a mucha gente, y llegan a ser muy peligrosos.

## Reparto
- Jorge Marrale ... Mariano
- José Luis Alfonzo ... Daniel
- María Fiorentino ... Madre de Laura
- Alejo García Pintos ... Carlos Peralta
- Nicolás Pauls ... Andrés
- Horacio Peña ... César Torres
- Alicia Zanca ... Mercedes Sánchez
- Laura Agorreca ... Laura Torres
- Roly Serrano ... Gómez
- Jimena Anganuzzi ... Julia
- Camila Fiardi Mazza ... Hermana de Laura
- Fabián Rendo ... Santiago
- Alfredo Leuco ... Periodista
- Luis Gianneo
- Jorge García Marino
- Vando Villamil
- Luis Albano ... Oficial Pavón
- Germán Vulcano
- Fernando Reguera

## Comentarios
Claudio D. Minghetti en La Nación opinó:

”Arbós se preocupa por construir con particular atención a Laura y a Mariano, personajes que consiguen transmitir credibilidad (a pesar de un guion igual de esquemático y hasta previsible en la columna de los diálogos) gracias a las actuaciones de la debutante Laura Angorreca y muy especialmente de Jorge Marrale. Las secuencias que muestran sus encuentros en la casa donde la joven es secuestrada con el fin de revertir los efectos del lavado de cerebro son muy logradas. Igual suerte corren Nicolás Pauls, como el asistente de Mariano que supo integrar la secta Moon, Alicia Zanca, como la diputada, María Florentino como la madre y, a pesar de algunos excesos que caen en el estereotipo, José Luis Alfonzo, como el sumo sacerdote dispuesto a todo con tal de seguir adelante con un entramado de corrupciones de todo tipo que comprometen, además, a diferentes estratos del poder. ..”

Aníbal Vinelli en Clarín dijo:

”La inestabilidad emocional la hace víctima fácil de Los Hijos del Cielo, la secta que comanda Daniel. Rápidamente la chica se integra al grupo y hasta viaja a las sierras a una reunión donde es debidamente adoctrinada y hace su aporte preparando comidas, lavando, colaborando en chacinados, dando de comer a los chanchos y siendo seducida por la verba aparentemente convincente de Daniel.

Al cabo se peleará con los suyos y dejará su casa, lo que empuja a la parentela a contratar a Mariano, un ex-miembro de entidades similares, para que secuestre a Laura y la vuelva a la normalidad. Lo que considerando la apuntada conducta de la muchacha es una misión menos imposible que discutible. En cualquier caso la trama de la película virará hacia lo policial y político, inclusive con la intervención de un par de diputados , la prensa y otros elementos. Y con la respuesta de Los Hijos del Cielo que contratacan secuestrando a un familiar de Laura para canjearlo por ésta. Nada es demasiado verosímil y más de un diálogo roza el humor involuntario. Quizás lo más rescatable —hasta cierto punto— sea la labor de correctos profesionales como Jorge Marrale y María Fiorentino (en el papel de la madre de Laura) que hacen lo que pueden con entusiasmo digno de mejor causa.En cuanto al secuestro como medio para combatir la acción de las sectas no parece lo más recomendable”.